# Soloist in a Cage
Soloist in a Cage (檻ノ中のソリスト, Ori no Naka no Sorisuto) est une série japonaise de manga de type seinen. Il s'agit de la première œuvre sérialisée de la mangaka Moriya Shiro. Prépubliée numériquement sur le site et l'application Shōnen Jump+ entre septembre 2018 et juin 2021, Soloist in a Cage est édité au Japon entre juin et septembre 2021 par la Shūeisha en trois volumes. L'éditeur 
Ki-oon publie l'intégralité des tomes en français au cours de 
l'année 2023.

## Synopsis
L'histoire commence dans une ville entourée de murs infranchissable dans laquelle seul criminels ont été enfermés. C'est dans cette ville-prison qu'est née Chloé, sept ans, ainsi que son petit frère, encore bébé, Locke. Ils vivent enfermés dans leur appartement car la criminalité rend les rues trop dangereuses et ils sont seul depuis la disparition de leurs parents environ six mois avant le début de l'histoire. Ils ne peuvent survivre que grâce à la gentillesse de leurs mystérieux voisins, qui chaque jour leur déposent des vivres devant leur porte sans jamais se montrer. Mais ces mystérieux bienfaiteurs, qui travaillent à l'entretient du mur encerclant la ville, ont comme projet de s'évader. Au dernier moment, leur chef, Ross, conscient que leur départ entrainerait la mort de ses petits voisins, décident de les emmener avec eux. Sauf qu'une fois sur le mur, ils se font attaquer par des soldats-robots et, tandis que Chloé parvient à franchir le mur avec les autres fugitifs, Locke retombe seul à l'intérieur de l'enceinte du mur. À partir de ce moment, Chloé décide de s'entrainer afin de devenir suffisamment forte pour retourner dans la ville-prison et sauver son petit frère.

## Personnages
Chloé: Chloé est âgée de sept ans au début du manga. Elle est une petite fille débrouillarde et intelligente, qui a appris à lire et à écrire par ses propres moyens. Elle a également une passion pour la danse, dont elle se sert pour divertir son petit frère Locke. Une fois sortie de la ville-prison, elle s'entraine avec obstination pour un jour être suffisamment forte et sauver son petit frère, à qui elle voue un amour fraternel sans borne.
Locke: Locke est un bébé d'environ un an, qui vit seul avec sa grande sœur Chloé. Il apprécie voir sa sœur danser, ce qui le fait sourire et gazouiller. Il a une tâche distinctive sur le ventre.
Ross Sandberg: Ross est un ancien mercenaire, réputé pour sa capacité à combattre le noir et alors surnommé "le Démembreur". Au sein de la ville-prison, il travaille à l'entretien du mur, avec deux autres ancien mercenaire, Hugo Navarro et Hachi Bearman, qui considèrent Ross comme leur chef et le surnomme "Colonel". Ross prend également soin de Chloé et Locke car ces deux enfants lui rappelle sa famille restée de l'autre côté du mur. Malgré la perplexité de ses deux camarades, c'est lui qui insiste pour emmener Locke et Chloé dans leur fuite. Une fois de l'autre côté du mur, il promet à Chloé de pendre soin d'elle.

## Édition
Les vingt chapitres de Soloist in a Cage sont publiés numériquement sur le site et l'application Shōnen Jump+ entre septembre 2018 et juin 2021. Cette publication obsèrve une pause de deux ans entre mars 2019 et avril 2021. L'ensemble des chapitres est réuni en trois volumes édité au Japon entre juin et septembre 2021 par la Shūeisha. En France, l'éditeur Ki-oon publie l'intégralité des tomes au cours de l'année 2023.
| no | Japonais         | Japonais          | Français       | Français          |
| no | Date de sortie   | ISBN              | Date de sortie | ISBN              |
| --- | ---------------- | ----------------- | -------------- | ----------------- |
| 1 | 4 juin 2021      | 978-4-08-881526-8 | 5 janvier 2023 | 979-10-327-1287-0 |
| Liste des chapitres : - Petit frère - Grande sœur - Le vendeur de voiture qui ne vendait pas de voiture (partie 1) - Le vendeur de voiture qui ne vendait pas de voiture (partie 2) - Le vendeur de voiture qui ne vendait pas de voiture (partie 3) - Ce qu'ont perdu les évadés |                  |                   |                |                   |
| 2 | 4 juin 2021      | 978-4-08-881598-5 | 4 mai 2023     | 979-10-327-1318-1 |
| Liste des chapitres : - Trois enfants - Un lieu étrange - L'inquisiteur Delta - Un soutien important - Le fils de Dieu - Le terrain des inquisiteurs - Un sentiment de culpabilité                                                                                                |                  |                   |                |                   |
| 3 | 3 septembre 2021 | 978-4-08-882779-7 | 5 octobre 2023 | 979-10-327-1368-6 |
| Liste des chapitres : - Ceux qui exploitent et ceux qu'on exploite - Pardon... - Contraire à la raison - La fin du voyage - À chacun son épilogue - Locke - Une sœur et son frère                                                                                                 |                  |                   |                |                   |